# Навкат (Шахритусский район)
Навкат (тадж. Навкат; до 2024 года — Янгиобод) — село в Хатлонской области Республики Таджикистан. 
Административно входит в состав джамоата (сельской общины) Пахтаобод Шахритусского района.
Находится на расстоянии 60 км от райцентра (пгт. Шахритус) и 15 км от центра джамоата (село Устокорон).
Название села означает «недавно благоустроенный». 
Население — 484 чел. (2017).